# هواگرد ثابت‌بال

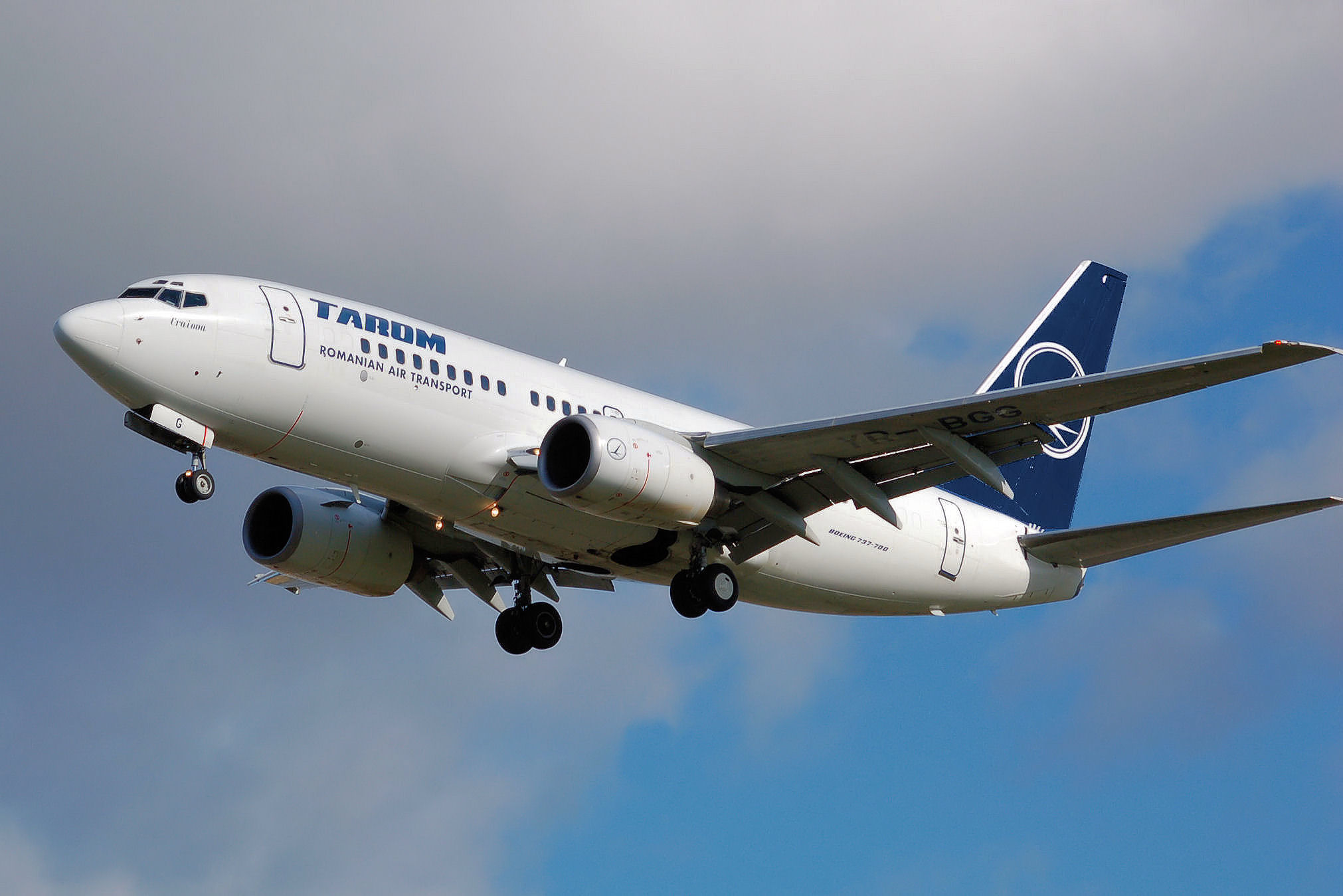
بوئینگ ۷۳۷، مثالی از هواگرد ثابت‌بال

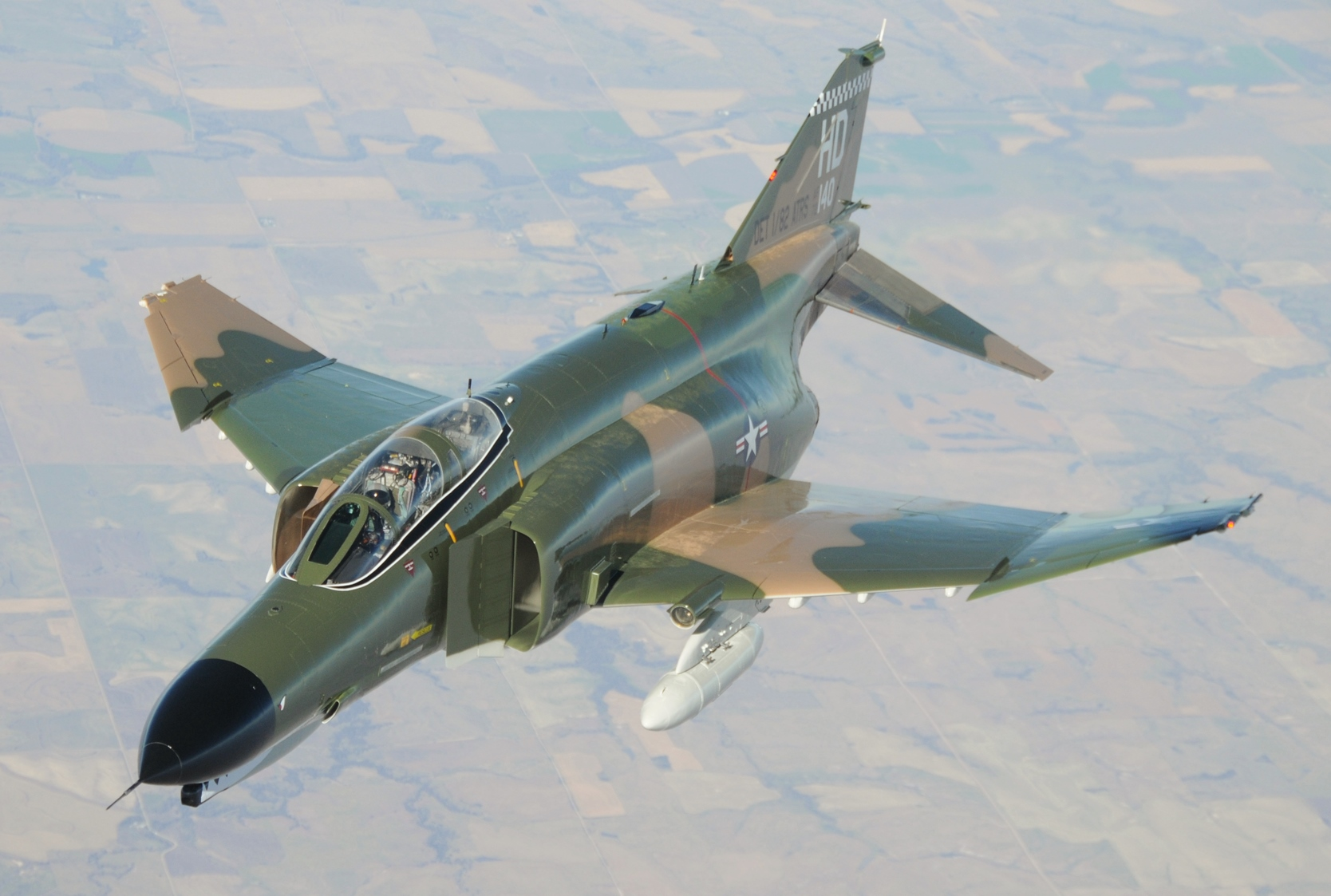
اف-۴ فانتوم، نوعی هواگرد نظامی بال‌ثابت

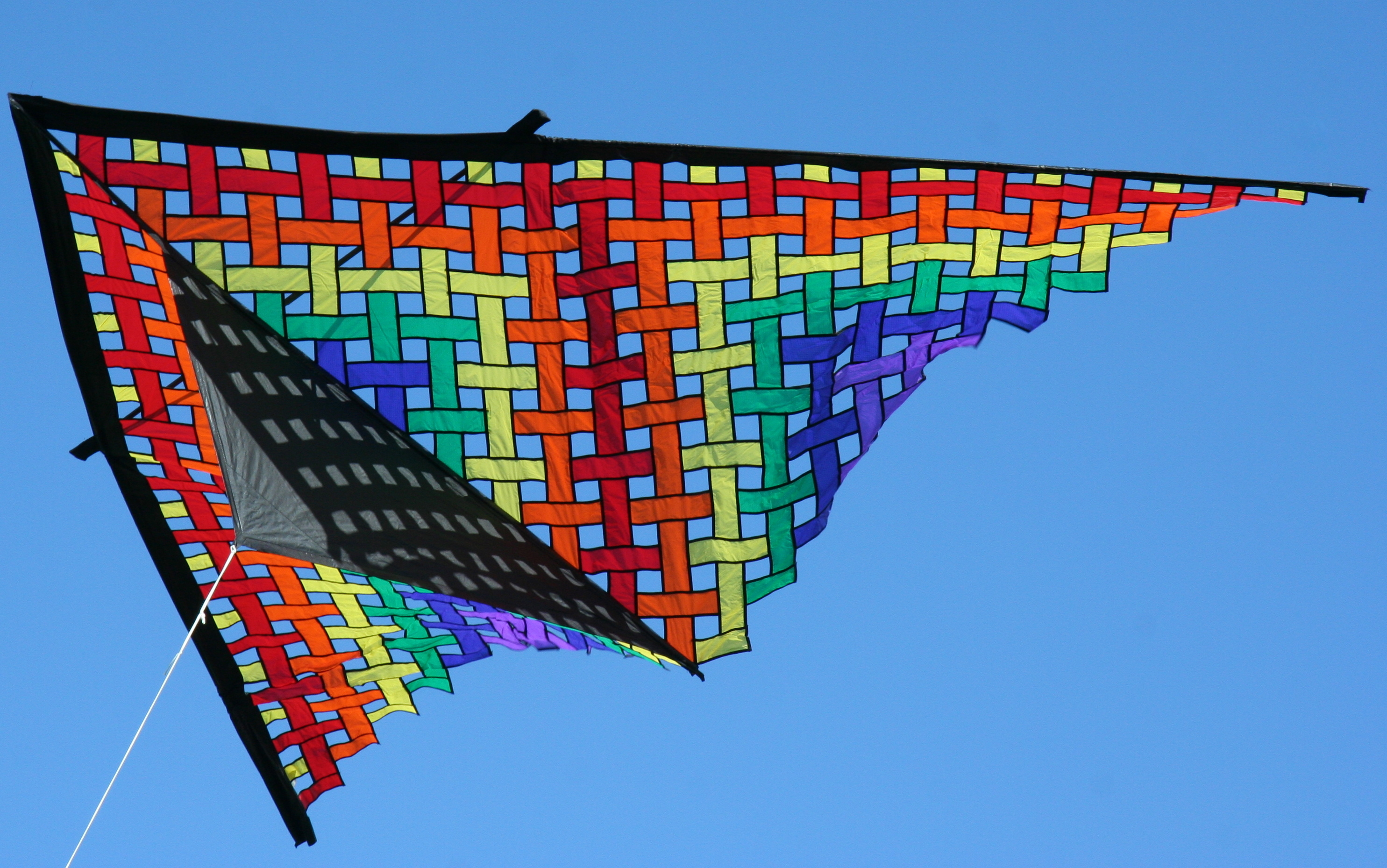
کایت دلتا بال نمونه‌ای ابتدایی از هواگرد ثابت‌بال

هواگرد ثابت‌بال یا هواگرد بال‌ثابت (به انگلیسی: Fixed-wing aircraft) هواگردی است که از بال‌هایش برای ایجاد نیروی برار در حرکت روبه‌جلو استفاده می‌کند. این اصطلاح در مقابل هواگردهای گردنده‌بال استفاده می‌شود. هواگردهای ثابت‌بال شامل هواپیماها، بادپرها (گلایدرها)، پاراگلایدرها و بادبادک‌ها می‌شود.
در این گونه هواگردها، بال به بدنه متصل می‌شود که باعث افزایش نیروی برآر (نیروی بالابری) و همچنین پایداری هواگرد می‌شود. این نوع هواگردها کاربردهای وسیع و گوناگونی دارند. کاربرد نظامی این گونه هواگرد از سایرین چشمگیرتر است.
از نظر ساختاری و عملکردی، هواگردهای ثابت‌بال از کارایی آئرودینامیک و همچنین برد بیشتری نسبت به هواگردهای چرخنده‌بال برخوردار هستند.